# Styrax macrophyllus
Styrax macrophyllus är en storaxväxtart som beskrevs av Heinrich Wilhelm Schott. Styrax macrophyllus ingår i släktet Styrax och familjen storaxväxter. Inga underarter finns listade i Catalogue of Life.